# Een beloofd land
Een beloofd land (A Promised Land) is het eerste deel van de memoires van Barack Obama, die tussen 2009 en 2017 de 44e president van de Verenigde Staten was en de eerste Afro-Amerikaan die het hoogste ambt bekleedde. In dit eerste deel vertelt Obama over zijn opgang als politicus en zijn eerste jaren als president tot 2011, het einde van zijn eerste termijn. Het tweede deel komt ergens in de komende jaren uit.
De originele Engelstalige versie werd direct in 24 talen vertaald, die wereldwijd op dezelfde dag, 17 november 2020, verschenen. De Nederlandse vertaling werd uitgegeven door Hollands Diep in een eerste oplage van 200.000 exemplaren en kwam meteen binnen op één in de Nederlandse De Bestseller 60. In Amerika verscheen het boek bij Crown Publishing Group in een oplage van 3,4 miljoen exemplaren, waarvan op de eerste dag alleen al in de Verenigde Staten en Canada 887.000 exemplaren werden verkocht. Obama verbrak hiermee het record van zijn echtgenote Michelle Obama, wiens boek Becoming op de eerste dag 725.000 maal over de toonbank ging. Obama en zijn echtgenote kregen van Crown Publishing Group 65 miljoen dollar als voorschot op hun beider memoires.
Ter gelegenheid van de publicatie interviewde de Nederlandse schrijver en columnist Tommy Wieringa de oud-president voor het televisieprogramma Nieuwsuur.

## Bestseller 60
| Boeken met noteringen in de Nederlandse Bestseller 60 | Jaar van verschijnen | Datum van binnenkomst | Hoogste positie | Aantal weken | Opmerkingen |
| ----------------------------------------------------- | -------------------- | --------------------- | --------------- | ------------ | ----------- |
| Een beloofd land                                      | 2020                 | 25-11-2020            | 14              |              |             |